# Pișcolt
Pișcolt è un comune della Romania di 3 184 abitanti, ubicato nel distretto di Satu Mare, nella regione storica della Transilvania. 
Il comune è formato dall'unione di 3 villaggi: Pișcolt, Resighea, Scărișoara Nouă.